# Мендюш (Сабинский район)
 Мендюш — поселок железнодорожного разъезда в Сабинском районе Татарстана. Входит в состав Корсабашского сельского поселения.

## География
Находится в северо-западной части Татарстана на расстоянии приблизительно 18 км на север-северо-запад от районного центра поселка Богатые Сабы у железнодорожной линии Казань-Агрыз.

## История
Основан с 1930-х годах.

## Население
Постоянных жителей было: в 1938 — 13, в 1970 — 69, в 1979 — 44, в 1989 — 22, 10 в 2002 году (татары 50 %, русские 30 %), 12 в 2010.